# Skunk Anansie
A Skunk Anansie nevű brit rockegyüttes 1994-ben alakult meg Londonban. A harmadik nagylemezük, a Post Orgasmic Chill bekerült az 1001 lemez, amit hallanod kell, mielőtt meghalsz című könyvbe. Alternatív rockot, indie rockot, hard rockot és brit rock-ot játszanak.
Karrierjük alatt hat nagylemezt jelentettek meg.
A "Skunk Anansie" fő hatásukként a Beatlest és a Blondie-t jelölte meg.
2001-ben feloszlottak, ám 2008 óta megint együtt vannak.

## Tagok
- Skin (Deborah Anne Dyer) – éneklés, gitár
- Martin Kent – gitár, háttér-ének
- Richard Lewis – basszusgitár, gitár, vokál
- Mark Richardson – dobfelszerelés, ütőhangszerek, vokál

### Korábbi tagok
- Robbie France – dobok (1994–1995)

## Diszkográfia
- Paranoid and Sunburnt (1995)
- Stoosh (1996)
- Post Orgasmic Chill (1999)
- Wonderlustre (2010)
- Black Traffic (2012)
- Anarchytecture (2016)